# Бокан ле Вје
Бокан ле Вје (фр. Beaucamps-le-Vieux) насеље је и општина у североисточној Француској у региону Пикардија, у департману Сома која припада префектури Амјен.
По подацима из 2011. године у општини је живело 1.424 становника, а густина насељености је износила 283,67 становника/km². Општина се простире на површини од 5,02 km². Налази се на средњој надморској висини од 189 метара (максималној 201 m, а минималној 127 m).

## Демографија
| 1962. | 1968. | 1975. | 1982. | 1990. | 1999. | 2011. |
| ----- | ----- | ----- | ----- | ----- | ----- | ----- |
| 1.336 | 1.449 | 1.457 | 1.443 | 1.404 | 1.385 | 1.424 |

График промене броја становника у току последњих година